# Vlado Ilievski
Vlado Ilievski (mazedonisch Владо Илиевски; * 19. Januar 1980 in Strumica, SR Mazedonien) ist ein ehemaliger mazedonischer Basketballspieler. Nachdem Ilievski seine Profikarriere bei KK Partizan in Belgrad begann, gewann er bei seinen Stationen in Slowenien, Spanien und Italien jeweils einmal die nationalen Meisterschaften. Nach weiteren Stationen in der Türkei, Russland und Kroatien spielte er in der Saison 2013/14 in Tschechien für den dortigen Serienmeister ČEZ Nymburk.

## Nationale Wettbewerbe
Ilievski absolvierte seine ersten Meisterschaftsspiele im Seniorenbereich bereits in der Saison 1995/96 bei seinem Stammverein KK Nemetali in seiner Heimatstadt. 1997/98 war er für ein Jahr in den Vereinigten Staaten an einer High School. Bereits nach einem Jahr kehrte er zurück und spielte für den serbischen Serienmeister KK Partizan Belgrad. Zur Zeit Ilievski gewann aber die montegrinische Mannschaft von KK Budućnost Podgorica zwischen 1999 und 2001 dreimal in Folge die Landesmeisterschaft von Serbien und Montenegro. 2000 musste sich KK Partizan in der Play-off-Finalserie mit der Vizemeisterschaft zufriedengeben, dafür konnte man den 1999 errungenen Pokalsieg erfolgreich verteidigen. Ab Dezember 2000 spielte Ilievski beim türkischen Verein Antbirlik aus Antalya. Der Aufsteiger in die höchste nationale Spielklasse Türkiye Basketbol Ligi stieg aber am Ende der Saison als Vorletzter gleich wieder ab.
Von 2001 an spielte Ilievski für zwei Spielzeiten erstmals bei KK Union Olimpija in Ljubljana. Der dominierende slowenische Basketballverein holte auch in Ilievskis erster Spielzeit 2002 das nationale Double aus Meisterschaft und Pokal. 2003 verlor man die Finalserie der slowenischen Meisterschaft in fünf Spielen gegen KK Krka aus Novo mesto und musste sich mit dem Pokalsieg begnügen. Ilievski wechselte zum spanischen Triple-Gewinner FC Barcelona, mit dem er die spanische Meisterschaft unter Trainer Svetislav Pešić 2004 verteidigen und den erstmals ausgespielten spanischen Supercup gewinnen konnte. In der Saison 2004/05 scheiterte der Titelverteidiger bereits in der ersten Play-off-Runde der spanischen Meisterschaft.
In der Saison 2005/06 holte Trainer Pešić Ilievski in die italienische Lega Basket Serie A zu Lottomatica in Rom. Man erreichte das italienische Pokalfinale, was knapp mit zwei Punkten gegen Basket Napoli verloren ging, und schied im Halbfinale der nationalen Meisterschaft gegen den späteren Meister Pallacanestro Treviso aus. In der folgenden Saison wechselte er Ende Dezember zu Virtus nach Bologna, die unter dem Sponsorennamen VidiVici antraten. Erneut musste Ilievski im italienischen Pokalfinale eine Niederlage mit zwei Punkten diesmal gegen Treviso hinnehmen, in der Finalserie der Meisterschaft war man klar in drei Spielen Mens Sana Basket aus Siena unterlegen, die ihn für die folgende Saison verpflichteten. Mit dem unter dem Sponsorennamen Montepaschi antretenden Verein aus der Toskana verteidigte Ilievski 2008 überlegen den italienischen Meistertitel mit nur einer Niederlage in den Play-offs in der Finalserie gegen seinen Ex-Verein aus Rom.
Für die Saison 2008/09 kehrte Ilievski zu KK Union Olimpija zurück, wechselte aber im Dezember 2008 zurück in die spanische Liga ACB zum baskischen Verein TAU Ceramica in Vitoria-Gasteiz. Mit den Basken gewann er den Pokalwettbewerb Copa del Rey und erreichte die Finalserie der spanischen Meisterschaft, die gegen seinen Ex-Verein aus dem katalanischen Barcelona verloren ging. Anschließend kehrte er zu KK Union Olimpija zurück, die erstmals seit 2003 die Finalserie der slowenischen Meisterschaft gegen KK Krka 2010 und 2011 wieder verloren, jeweils knapp in fünf Spielen. Im slowenischen Pokalwettbewerb hingegen war man zweimal siegreich. Für die Saison 2011/12 wechselte Ilievski wieder in die Türkei und spielte bei Anadolu Efes SK in Istanbul, wo er in die großen Fußstapfen seines mazedonischen Landsmannes Petar Naumoski trat, der in den 90er Jahren sehr erfolgreich für diesen Verein gespielt hatte. Nachdem Ilievski die Erwartungen nicht voll erfüllen konnte, trennte man sich bereits zu Beginn des Jahres 2012 und er wechselte zum russischen Verein Lokomotive Kuban aus Krasnodar.
Für die Saison 2012/13 wechselte Ilievski zum kroatischen Vizemeister und Pokalsieger KK Cedevita aus Zagreb, der als Finalist der Adriatic League auch in der EuroLeague 2012/13 teilnimmt. Dort schied man jedoch nach der Vorrunde aus und nachdem man als Titelverteidiger das Pokalfinale verlor schied man in der Meisterschaft diesmal bereits im Halbfinale aus. In der Saison 2013/14 bekam Ilievski erst nach Saisonbeginn einen neuen Vertrag und schloss sich Mitte November dem tschechischen Serienmeister ČEZ Basketball aus Nymburk an, der neben nationaler Meisterschaft und VTB United League auch im Eurocup 2013/14 antritt.

## Europapokalwettbewerbe
Ilievski hat bis auf die Saison 2005/06 bei Lottomatica Rom von 2001 an in jeder Saison für mindestens einen Verein in der höchsten europäischen Spielklasse EuroLeague gespielt. Zudem hat er mit KK Partizan noch in der einzigen Spielzeit 2000/01 der Suproleague gespielt. Mit Union Olimpija erreichte er bis auf das vorzeitige Ausscheiden in der Gruppenphase in der Saison 2008/09, wo er vorher zu TAU Ceramica nach Spanien wechselte, und in der nachfolgenden Spielzeit 2009/10 immer die zweite Runde der sechzehn besten Mannschaften. Mit Titelverteidiger FC Barcelona ereilte ihn 2004 und in der darauffolgenden Spielzeit 2005 das gleiche Schicksal mit dem Scheitern in der Runde der letzten 16. In der Spielzeit 2011/12 erreichte er mit Anadolu Efes SK zwar die Gruppenphase der letzten 16 Mannschaften, wechselte aber danach zu Lokomotive Kuban, die im ULEB Eurocup antraten.
Mit Lottomatica Rom schied er im ULEB Cup 2005/06 im Viertelfinale aus. Mit diesem Verein hätte er sich 2006/07 in der Euroleague auch für die Runde der besten sechzehn Mannschaften qualifiziert. Durch seinen Wechsel im Dezember 2006 zu Virtus Bologna erreichte er einen dritten Platz in der EuroChallenge 2007, die sein Ex-Trainer Svetislav Pešić mit Akasvayu Girona gewann. In der EuroLeague 2007/08 erreichte er mit Montepaschi Siena erstmals das Final-Four-Turnier 2008 in Madrid, wo man das Spiel um den dritten Platz gegen TAU Ceramica gewann. In der folgenden Spielzeit erreichte er mit dem baskischen Verein, zu dem er im Dezember 2008 gewechselt war, noch einmal die Viertelfinalserie, in der man gegen seinen Ex-Verein und späteren Titelträger FC Barcelona ausschied.

## Nationalmannschaft
Noch zu Spielzeiten von Petar Naumoski nahm Ilievski mit 19 Jahren mit der mazedonischen Nationalmannschaft an der EM-Endrunde 1999 teil. Bei dieser Endrunde schied man mit drei Niederlagen in der Vorrunde aus. Erst zehn Jahre später gelang erneut die Qualifikation für eine Endrunde, an der EM 2009 in Polen konnte Ilievski jedoch verletzungsbedingt nicht teilnehmen. Zwei Jahre später war man erneut qualifiziert und drang, angeführt vom naturalisierten Bo McCalebb trotz einer Auftaktniederlage in der Verlängerung gegen die montenegrinische Basketballnationalmannschaft nach sechs aufeinanderfolgenden Siegen bis in die Finalrunde vor, wo man im Viertelfinale der EM 2011 Gastgeber Litauen bezwingen konnte. Als man beim Stande von 63 zu 65 zurücklag, traf Ilievski in den letzten Sekunden des Spiels einen Dreipunktewurf und in der Schlusssekunde noch einen Freiwurf, die die letzten vier Punkte des Spiels und den Sieg und größten Erfolg für den krassen Außenseiter bedeuteten. Dieser Sieg sicherte den Mazedoniern zudem die Teilnahme am vorolympischen Qualifikationsturnier 2012. Im Spiel um die Bronzemedaille unterlag man der russischen Mannschaft. Beim Olympia-Qualifikationsturnier in Caracas 2012   verlor man im Viertelfinale der Dominikanischen Republik und verpasste so das eigentliche Olympiaturnier. Ein Jahr später schied man bei der EM-Endrunde 2013 nach nur einem Sieg diesmal bereits wieder in der Vorrunde aus.